# Feria de Santo Tomás
La Feria de Santo Tomás de Mondragón (Guipúzcoa) España. Se celebraba allá por el siglo XIV, por lo que se deduce que es la principal y más antigua de Guipúzcoa, más aún que la de San Sebastián. Originalmente su duración era de 3 días, 21, 22 y 23, pero hoy sólo se celebra el día 22, según parece para no coincidir con la de San Sebastián.
Se desconoce cuándo surgió la Feria_de_Santo_Tomás de Mondragón, aunque se sabe que Pedro I el Cruel, Rey de Castilla, la autorizó y legalizó en 1351 por lo que es de suponer que ya entonces esta feria tendría un largo bagaje histórico, que se pierde en la historia. Además se supone que a esa feria llegarían mercaderes, agricultores, ganaderos y artesanos de las tres provincias vascas limítrofes: Álava, Vizcaya y Guipúzcoa.
Fue el barrio de Veneras, concretamente alrededor de la ermita de San Valerio, en las faldas del monte Udalaitz, cuyo hierro hizo famoso el acero de Mondragón, la que acogió hasta 1727 la Feria de Santo Tomás. Pero, ese año, tras una pelea en la que fallecieron dos personas a navajazos (como recuerdan las dos cruces del lugar) la feria y romería de Santo Tomás se trasladó a la villa de Mondragón, al entorno del Portal de Abajo y el arrabal de la Magdalena y en 1926 la feria volvió a trasladarse, esta vez al entorno de Uarkape, un lugar que comenzó a denominarse como "lugar de la feria" (ferixa-lekua).
El cambio de localización no influyó en la prosperidad de la feria, que mantuvo los tres días festivos: 21, 22 y 23 de diciembre, en los vecinos de la villa adquirían productos de todo tipo y los baserritarras pagaban las rentas anuales. Con el paso de los años y las transformaciones sociales, la feria ha pasado a celebrarse el día 22.
Son famosos los concursos de pinchos, frutas y hortalizas, el cross, las exposiciones de artesanía y ganadería y las exhibiciones de deportes rurales vascos que se llevan a cabo ese día. Además las calles de Mondragón suelen estar amenizadas por los zanpantzarras de Ituren, trikitilaris, txistularis y dantzaris y por cualquier rincón se extiende el apetitoso aroma de la chistorra y el talo.

## Para saber más
- Día de Santo Tomás en Mondragón.